# IQ Ursae Majoris

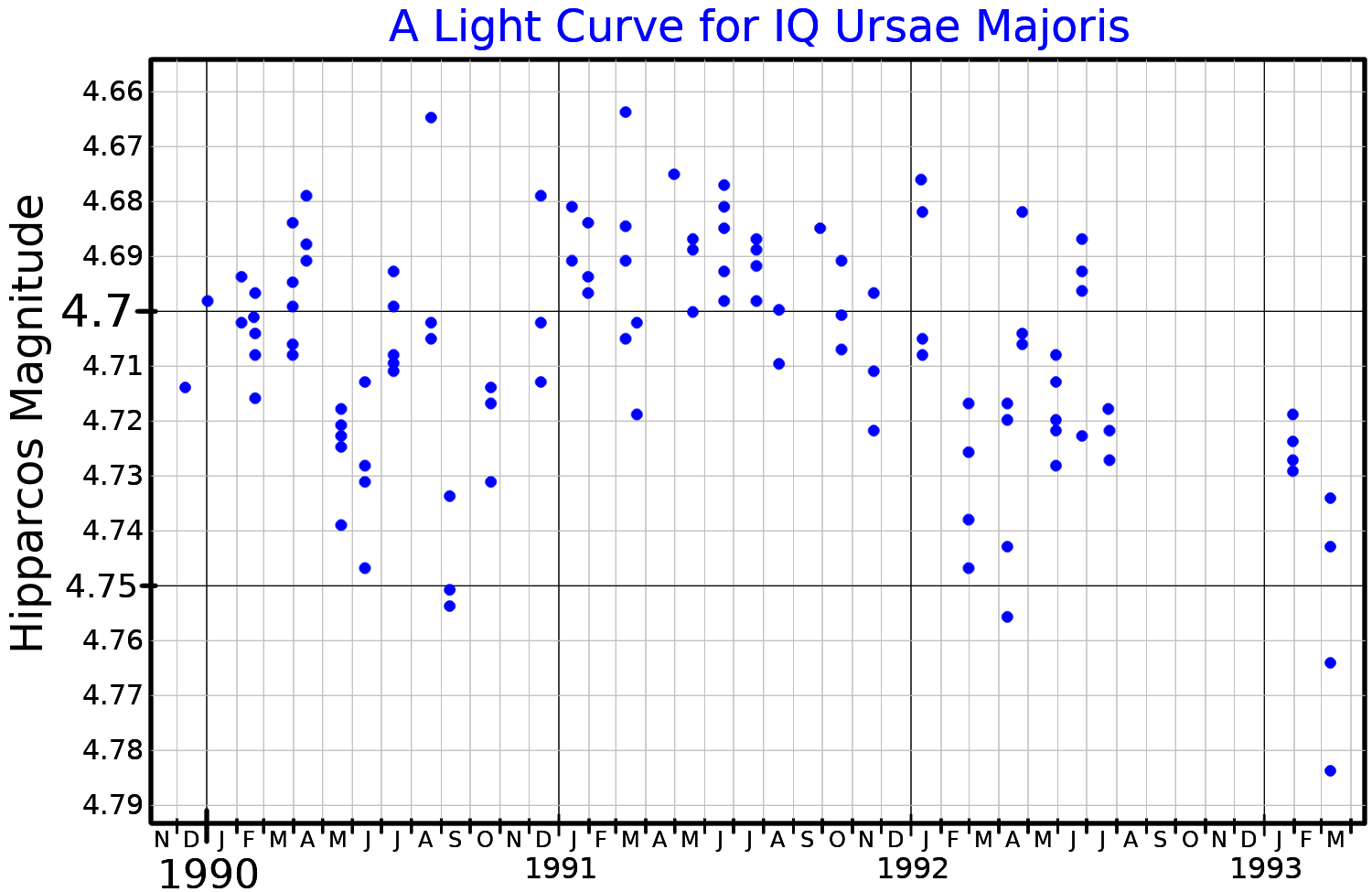
IQ Ursae Majoris

IQ Ursae Majoris (IQ UMa / 83 Ursae Majoris / HD 119228) es una estrella variable en la Osa Mayor de magnitud aparente media +4,65. Se halla a 549 años luz del sistema solar.

## Características
IQ Ursae Majoris es una gigante roja de tipo espectral M2III; esta clase de gigantes son mucho menos frecuentes que las de tipo K y G, aunque en la Osa Mayor se encuentran dos brillantes ejemplos como Tania Australis (μ Ursae Majoris) y ρ Ursae Majoris.
IQ Ursae Majoris tiene una luminosidad bolométrica 2755 veces mayor que la del Sol, emitiendo la mayor parte de su radiación en la región infrarroja, ya que es una estrella fría con una temperatura superficial de 3600 K.
De gran tamaño, posee un radio entre 51 y 56 veces más grande que el radio solar —equivalente a 0,25 UA—; si estuviese en el centro del Sistema Solar su superficie se extendería hasta 2/3 de la órbita de Mercurio.
Su metalicidad —abundancia relativa de elementos más pesados que el helio— es el doble que la solar.
Catalogada como variable semirregular SRB —significando que la periodicidad es poco definida o se observan intervalos alternos de cambios regulares e irregulares—, su brillo fluctúa entre magnitud +4,69 y +4,75.